# انخفاض فوق مؤخر العنق
انخفاض فوق مؤخر العنق (بالإنجليزية: Suprainiac fossa)‏ هو انخفاض بيضوي الشكل في مؤخر الرأس فوق خط مؤخر العنق العلوي أو حدبة مؤخر الرأس الجانبية. كان هذا الإنخفاض شائعا في انسان النياندرتال، لكنه نادر في الإنسان المعاصر.